# Małgorzata Rydz
Małgorzata Rydz (nazwisko panieńskie Kapkowska, ur. 18 stycznia 1967 w Kłobucku) – polska lekkoatletka, specjalistka biegów średniodystansowych.

## Życiorys
Dwukrotnie startowała w igrzyskach olimpijskich w biegu na 1500 m, za każdym razem dochodząc do finału. W Barcelonie 1992 była siódma, a w Atlancie 1996 ósma.
Cztery razy brała udział w mistrzostwach świata na otwartym stadionie. W Tokio 1991 zajęła 8. miejsce w biegu na 1500 m, w Stuttgarcie 1993 odpadła w eliminacjach na tym dystansie, a w Göteborgu 1995 i Atenach 1997 była dwunasta. Spośród czterech występów w halowych mistrzostwach świata najlepsze miejsce (ósme) uzyskała w pierwszym z nich w Budapeszcie 1989 (startowała także w 1991, 1993 i 1997).
Podczas startu w Mistrzostwach Europy w Helsinkach w 1994 zajęła 4. miejsce na 800 m i 5. miejsce na 1500 m. Dwa razy zdobyła brązowe medale na 1500 m w halowych mistrzostwach Europy: w Paryżu 1994 i w Sztokholmie 1996. W Hadze 1989 była piąta na tym dystansie, a w Glasgow 1990 odpadła w eliminacjach. 
Cztery razy startowała w Superlidze Pucharu Europy, zaś podczas Pucharu świata (Hawana 1992) zajęła 2. miejsce na 1500 metrów.
Szesnaście razy zdobywała mistrzostwo Polski:
- bieg na 800 m – 1988, 1991, 1992, 1993 i 1995
- bieg na 1500 m – 1988, 1989, 1990, 1991, 1992, 1993, 1994, 1995, 1996 i 1997
- sztafeta 4 x 400 m – 1992

Była także dwa razy wicemistrzynią Polski (na 800 m w 1990 i w sztafecie 4 x 400 m w 1991).
Dwukrotnie zdobyła Złote Kolce – w 1989 i 1992.
Rekordy życiowe:
- bieg na 400 m – 54,87
- bieg na 800 m – 1:59,12
- bieg na 1000 m – 2:39,00
- bieg na 1500 m – 4:01,91
- bieg na 3000 m – 8:58,64

Główną rywalką Małgorzaty Rydz w kraju była Anna Brzezińska.